# تشريح القوة
تشريح القوة هو كتاب كتبه الاقتصادي بجامعة هارفارد جون كينيث جالبريث، ونشره في الأصل عام 1983 بواسطة هوتون ميفلين هاركورت.  وسعى إلى تصنيف ثلاثة أنواع من القوة: القوة التعويضية التي يتم فيها شراء الخضوع، القوة المكلفة التي يتم فيها كسب الخضوع بجعل البديل مؤلمًا بدرجة كافية، والقوة المشروطة التي يتم فيها اكتساب الخضوع عن طريق الإقناع.  باختصار، المال والقوة والأيديولوجية.
كما أنه يقسم السلطة حسب المصدر: إما أن القوة تنبع من الشخصية أو القيادة، أو الملكية أو الثروة، أو التنظيم.
يمضي الكتاب في تفصيل تاريخ موجز لاستخدام القوة، مشيرًا إلى القوس العريض للتاريخ في الابتعاد عن التنازل ونحو القوة التعويضية ثم المشروطة، ومن الشخصية والملكية نحو التنظيم. أخيرًا، يشرح بالتفصيل ما يعتبره جالبريث المصادر الرئيسية للقوة في العالم الحديث: الحكومة والجيش والدين والصحافة.

## روابط خارجية
- تلخيص تشريح القوة